# Relaciones España-Islas Marshall
Las Relaciones España-Islas Marshal son las relaciones bilaterales entre estos dos países. 

## Relaciones históricas
El primer europeo en llegar al archipiélago fue el explorador español Alonso de Salazar en 1526, durante la expedición de García Jofre de Loaísa.
Otro explorador español, Álvaro de Saavedra Cerón, al mando de la nave Florida, las conquistó en nombre del Rey de España en 1528. A este grupo de islas las llamó "Los Pintados". Le siguieron numerosas expediciones españolas. Naves españolas como las San Jerónimo, Los Reyes o Todos los Santos visitaron las islas en diferentes años.

## Relaciones diplomáticas
Las Islas Marshall establecieron relaciones diplomáticas con España el 8 de octubre de 1991. El Embajador no residente de España en la República de las Islas Marshall está basado en Manila.
En agosto de 2012 se publicó en el B.O.E la Orden Ministerial por la que se crea una Oficina Consular Honoraria de España en la República de las Islas Marshall, con sede en Majuro. En agosto de 2013 el Ministerio de Asuntos Exteriores da el execuátur al primer Cónsul Honorario de España en Majuro.

## Cooperación
España facilitó una financiación de 30.000 euros al Ministerio de Educación de Palaos para la organización de la reunión, en noviembre de 2011, en Koror de Directores de Educación de los Estados miembros del Foro de la Islas del Pacífico para la elaboración de un marco regional de educación, a la que asistieron representantes de las Islas Marshall.
También en 2008 España contribuyó con 3,4 millones € a un proyecto de mejora de las redes informáticas y para la creación de un consorcio de universidades que favorezca el intercambio de conocimientos en la región del Grupo de Pequeños Estados Insulares en vías de desarrollo- Small Island Developing States (SIDS)-, de los que forma parte la República de las Islas Marshall.
Con ocasión de la celebración en Majuro de la cumbre anual del PICF, España concedió una ayuda de 20.000 euros para apoyar el esfuerzo organizativo del Gobierno de la República de las Islas Marshall. Igualmente, se organizó en paralelo a la cumbre la exposición Pacífico: España y la Aventura de la Mar del Sur, inaugurada el 4 de septiembre en el College of the Marshall Islands, e inaugurada por el ministro de Asuntos Exteriores marshalés, Phillip Muller, la Comisaria de Cambio Climático de la UE, Connie Hedegaard, y la delegación española. La exposición, que tuvo un gran éxito entre la población local, ha sido donada como exposición permanente al citado instituto universitario.

## Misiones diplomáticas residentes
- España no tiene embajada en Islas Marshall, pero su embajada en Manila está también acreditada para este país. Además, España tiene un consulado honorario en Majuro.[3][4]
- Islas Marshall no tiene una acreditación para España.